# IBSA-Blindenfußball-Europameisterschaft 2017

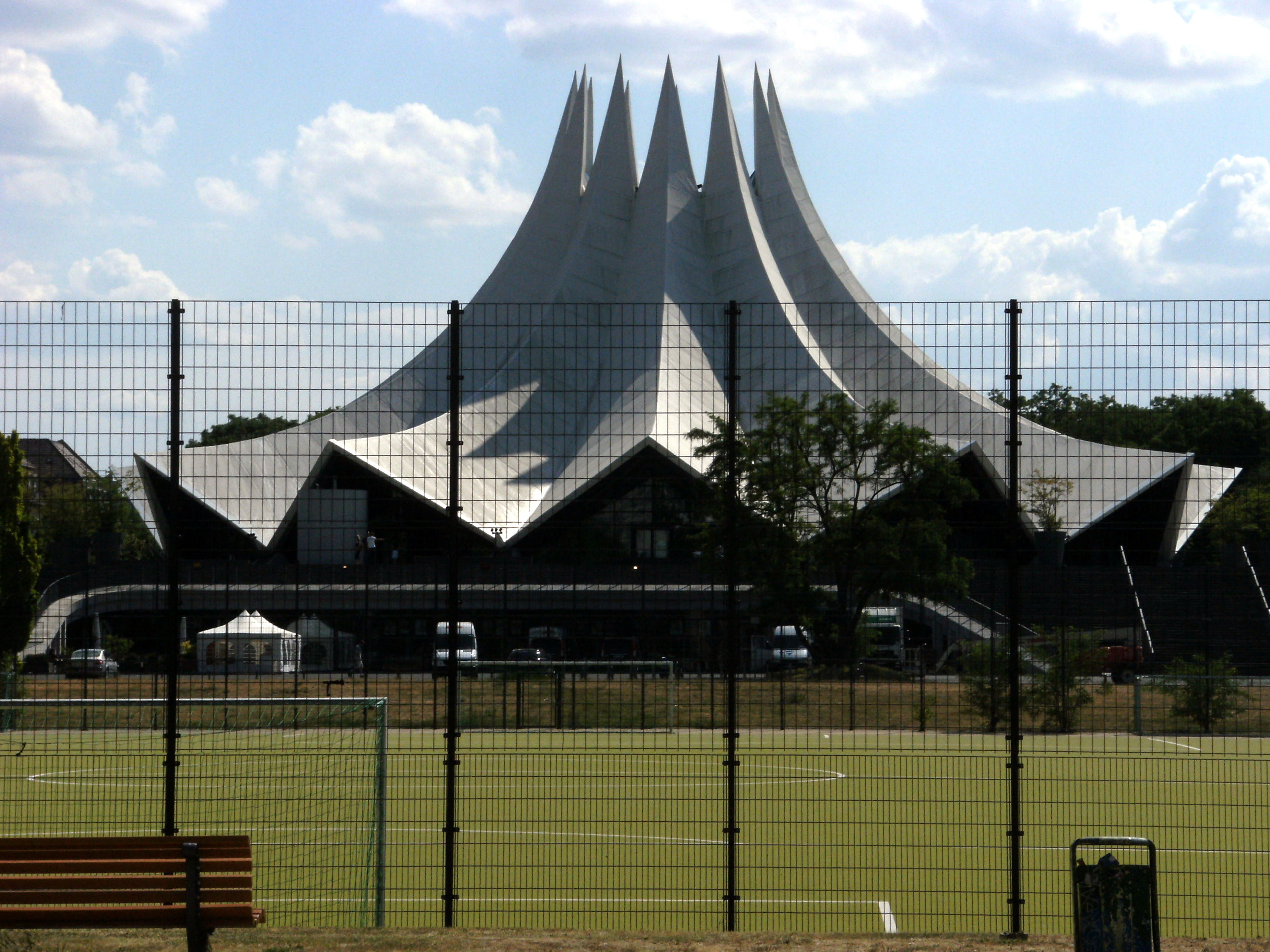
Der Veranstaltungsort Lili-Henoch Sportplatz (mit dem Tempodrom im Hintergrund).

Die IBSA Blindenfußball Europameisterschaft 2017 fand vom 18. bis 26. August 2017 in Berlin auf dem Lili-Henoch-Sportplatz am Anhalter Bahnhof statt.
Russland wurde bei der siebten Teilnahme erstmals Europameister und bezwang im Finale Rekordeuropameister Spanien im Sechsmeterschießen.